# Římskokatolická farnost Královopolské Vážany
Římskokatolická farnost Královopolské Vážany je územní společenství římských katolíků s farním kostelem svatého Filipa a Jakuba ve slavkovském děkanství.

## Území farnosti
Do farnosti náleží tyto kostely, kaple a území obcí :
Kostely :
| Farní                     | Filiální                   |
| svatého Filipa a Jakuba   | Nejsvětější Trojice        |
| Královopolské Vážany      | Habrovany                  |
| kostel sv.Filipa a Jakuba | Kostel Nejsvětější Trojice |

Kaple :
| Kaple svatého Jana Nepomuckého |
| Vítovice                       |
| kaple sv. Jana Nepomuckého     |

## Historie farnosti
První písemné zmínky o obci pocházejí z roku 1364. Vážany přešly postupně na počátku 15. století do majetku kartouzského kláštera v Králově Poli (odtud pochází název Královopolské Vážany). Po zrušení královopolského kláštera přešly Vážany na náboženský fond, který v roce 1786 dal vystavět kostel sv. Filipa a Jakuba. 

## Duchovní správci
Od srpna 2006 byl administrátorem excurrendo R. D. Mgr. Michael Macek. S platností od srpna 2018 byl ve farnosti ustanoven administrátorem excurrendo R. D. Mgr. Andrzej Wąsowicz.

## Bohoslužby
| Kostel                  | Místo                | Bohoslužba (den) | Hodina | Poznámka     |
| ----------------------- | -------------------- | ---------------- | ------ | ------------ |
| svatého Filipa a Jakuba | Královopolské Vážany | sobota středa    | 18.00  | Farní kostel |

## Aktivity farnosti
Dnem vzájemných modliteb farností za bohoslovce a bohoslovců za farnosti brněnské diecéze je 29. duben. Adorační den připadá na 23. ledna.
Ve farnosti se pravidelně pořádá tříkrálová sbírka. V roce 2016 se při sbírce vybralo v Habrovanech 21 263 korun. 
Od roku 2003 vychází jednou ročně (před Vánocemi) společný zpravodaj pro farnosti Rousínov, Královopolské Vážany a Komořany.